# Tipula saragaminensis
Tipula saragaminensis är en tvåvingeart som beskrevs av Alexander 1954. Tipula saragaminensis ingår i släktet Tipula och familjen storharkrankar. Inga underarter finns listade i Catalogue of Life.